# مسجد عمر بن الخطاب (غوانغجو)
مسجد غوانغجو أو مسجد عمر بن الخطاب أو مركز الدعوة الإسلامية غوانغجو هو مسجد يقع في مدينة غوانغجو سادس أكبر مدن كوريا الجنوبية .

## البناء
اكتمل بناء مسجد غوانغجو وبدأت أعماله الدينية والدعوية في الأول من شهر يناير من عام 2008 .

## الأنشطة
المسجد مفتوحا في جميع الأوقات، ويتم فيه أداء الصلوات الخمس وصلاة الجمعة، المسلمون في غوانغجو يأتون للمسجد من مختلف جنسياتهم وبلدانهم بما في ذلك كوريا وإندونيسيا وبنغلاديش وباكستان وأوزبكستان وكازاخستان وتركيا وتنزانيا وجزر المالديف، يقوم المسجد بتنظيم زيارات للمسجد وهي زيارات ثقافية إسلامية وتشمل هذه الزيارات محاضرة وفيديو وغذاء، ويقوم المسجد بتقديم محاظرات في الأدب الإسلامي باللغة الكورية، بالإضافة لبرنامج التوجيه للمسلمين الجدد.

## وصلات خارجية
- الموقع الرسمي لمسجد غوانغجو